# Elongation (Astronomie)

Die Elongationen (Winkelabstände) von Planeten in Bezug auf die Sonne, von der Erde aus gesehen

Als Elongation {\displaystyle \psi } wird in der Astronomie der von einem Beobachter aus gesehene Winkelabstand zweier Himmelsobjekte bezeichnet. Im Allgemeinen steht der Beobachter auf der Erde, und die Elongation beschreibt den beobachteten (scheinbaren) Abstand eines Planeten von der Sonne.
Die Elongation wird westlich bzw. östlich der Sonne jeweils von 0° bis 180° gemessen. Westliche Elongation bedeutet, das Objekt geht vor der Sonne auf und kann am Morgenhimmel gesehen werden; bei östlicher Elongation geht es nach der Sonne unter und kann am Abendhimmel beobachtet werden.

## Definitionen
Es sind zwei unterschiedliche Definitionen der Elongation gebräuchlich:
- Der vom Erdmittelpunkt aus gesehene („geozentrische“) sphärische Winkelabstand zwischen einem Planeten und der Sonne, gemessen entlang der Ebene, in welcher der Planet, die Erde und die Sonne liegen.[1]
{\displaystyle \psi =\sphericalangle (\mathbf {g} \mathbf {R} )}, also {\displaystyle \cos \psi ={\frac {\mathbf {g} \cdot \mathbf {R} }{gR}}}[2]
R … geozentrischer Ortsvektor von der Erde zur Sonne
g … geozentrischer Ortsvektor von der Erde zum Planeten
Dieser Winkel liegt dem Phasenwinkel {\displaystyle \Phi \,} im Dreieck Erde–Planet–Sonne gegenüber, und es gilt:
{\displaystyle \psi \in \,]0,180[}
- Die Differenz der geozentrischen ekliptikalen Längen des Planeten und der Sonne.[3]
{\displaystyle \psi =\Delta \lambda }
λ … geozentrische ekliptikale Länge
mit {\displaystyle \psi \in \;]-180,180]}

Für ekliptiknahe Objekte und große Winkelabstände ist der Unterschied der beiden Definitionen, bis auf das Vorzeichen, gering. Befindet sich der Planet jedoch scheinbar nahe der Sonne, können sich die Winkelangaben nach beiden Definitionen erheblich unterscheiden.
Die Elongation ist einer der klassischen Winkel der beobachtenden Astronomie und wird schon seit Leonhard Euler verwendet. Der Name ist eine wissenschaftslateinische Bildung zu ex- und Lateinisch longus ‚lang‘, auch engl. elongation bedeutet die ‚Dehnung, Längenänderung‘ (rheol., tech., med.), wird aber in der Astronomie in Sinne ‚Auslenkung‘ (eines umlaufenden Himmelskörpers um sein Zentrum) verwendet. So gibt man die größte Elongation an, also den maximalen Winkelabstand, den ein Planet haben kann, wenn man ihn von außerhalb seiner Bahn betrachtet.
Die Elongation eignet sich insbesondere für die Störungsrechnung, weil sie die Einflüsse der anderen Körper im System einfach parametrisiert, und findet sich als solcher Ende des 19. Jahrhunderts in der Planetentheorie von Hill und Newcomb wie auch der Mondtheorie nach Brown (ILE). Diese Theorien vernachlässigten aber die vorhandenen, wenn auch kleinen ekliptikalen Breiten der Sonne und der einzelnen Planeten, sodass sphärischer und ekliptikaler Winkelabstand ineinanderfielen. Als Bahnelement in der Mondtheorie nach Brown-Eckert (j=2) geht man auf den Delaunay-Parameter {\displaystyle D\,} für die mittlere Elongation über, der dabei als gebrochener Winkel ekliptikal von der Sonne zum Mondknoten, und von dort in der Mondbahnebene zum Mond zu messen ist.
Eine unachtsame Verwendung des Begriffs Elongation in der Fachliteratur hat dann zu dieser unbefriedigenden Definitionslage geführt. Die erste – ekliptikale – Definition wird beispielsweise vom Astronomical Almanac verwendet, die zweite – sphärische – unter anderem vom Annuaire du Bureau des Longitudes, die dritte – als gebrochener Winkel – in der Mondtheorie, was bis zur Entwicklung der modernen Computerastronomie aber kaum eine Rolle spielte: Relevante Rechengenauigkeiten, und die visuelle Präzision, diese zu kontrollieren, waren erst in den 80er-Jahren erreicht.
Probleme macht die Abweichung insbesondere in der Bemessung der exakten Zeitpunkte von Konjunktion und Opposition, deren klassische Definition {\displaystyle \psi :=0} lautet. Zieht ein Planet für einen irdischen Beobachter scheinbar hinter der Sonne vorbei (Konjunktion), oder vor ihr (Durchgang), so zieht er aufgrund der Neigung seiner Bahn gegen die Ekliptik oberhalb oder unterhalb der Sonnenmitte vorüber. Die Elongation gemäß der zweiten Definition nimmt dabei stets zu einem bestimmten Zeitpunkt den Wert Null an, da die geozentrischen Längen von Planet und Sonne bei diesem Vorgang zwangsläufig einmal zusammenfallen müssen – wenn Sonnen- und Planetenmitte in einer Normalebene auf die Ekliptik liegen. Die Elongation gemäß der ersten Definition dagegen sinkt nur auf einen bestimmten Minimalwert ab, um dann wieder zuzunehmen – nämlich den Winkelabstand im Augenblick der größten Annäherung. Sie nähme nur dann den Wert Null an, falls die Planetenmitte exakt durch den Mittelpunkt der Sonnenscheibe liefe – was in der Natur exakt so nicht stattfindet. Entsprechendes gilt für die Opposition eines Planeten: Die Elongation nach der zweiten Definition nimmt stets für einen Augenblick den Wert 180° an, wenn sie von westlich auf östlich wechselt. Die Elongation nach der ersten Definition erreicht diesen Wert in der Regel nicht.
Daher finden sich auch heute noch in der Literatur abweichende Angaben für die beiden Aspekte. Meist wird die Konjunktion mit {\displaystyle \Delta \lambda :=0} (geozentrisch-ekliptikal), oder auch {\displaystyle \Delta \alpha :=0} (also geozentrisch-äquatorial) angegeben, Funktionen, welche zwar exakte Null werden, aber nicht den exakten Zeitpunkt der maximalen Nähe beschreiben, andernorts aber mit {\displaystyle \sphericalangle (\mathbf {g} \mathbf {R} ):=\mathrm {min} } (geozentrisch oder topozentrisch-sphärisch) oder in Bezug auf die Mondtheorie mit {\displaystyle D:=\mathrm {min} } (gebrochen ekliptikal/Bahnsystem), welche typischerweise keine Nullstelle haben. Für Verwirrung gesorgt hat das insbesondere bei Durchgängen des Mondes nahe dem Knoten, also bei den Kriterien einer Sonnenfinsternis.
Aufgefallen ist der Fehler erst, seit Nullstellensuchen aufgrund der heutigen hohen Rechengenauigkeit versagten, oder andererseits Ausdrücke über den Winkelabstand in Computerprogrammen Abstürze produzierten, weil eine exakte Null auftauchte, wo keine sein sollte. Daher ist in neueren Publikationen ausdrücklich die Bezugsebene angeführt, oder der Begriff Elongation wird vermieden, die neue Mondtheorie ELP2000 etwa spricht explizit von argument {\displaystyle \psi } anstelle ‚elongation‘ – mit ‚Argument‘ als Ausdruck der Himmelsmechanik für unspezifische, näher zu erläuternde Parameter. Bei älterer Literatur ist oft nicht leicht herauszufinden, welche Definition zugrunde liegt.

## Größte Elongation
Während die Planeten (oder andere Himmelskörper), die sich außerhalb der Erdbahn befinden (obere Planeten), in Opposition stehen können und damit eine Elongation bis zu 180° erreichen, gilt das nicht für Planeten und andere Himmelskörper, deren Umlaufbahn sich innerhalb der Erdbahn befindet (untere Planeten). Objekte innerhalb der Erdbahn können sich naturgemäß nur innerhalb eines Bereiches ±90° aufhalten. Venus hat eine größte Elongation von nur 47°, und Merkur von 28°. Der genaue Wert schwankt, in astronomischen Jahrbüchern sind üblicherweise die Zeiten und Winkelgrade der größten westlichen bzw. östlichen Elongation angegeben.
Beispiel:
Merkur erreichte am 11. August 1990 den größten Winkelabstand von der Sonne (nämlich 27° 25') um 21 Uhr UT, den größten Abstand in geozentrischer Länge (27° 22') aber schon um 15 Uhr UT.

## Beobachtungspraxis
Die Elongation ist maßgeblich für die Sichtbarkeit eines Objekts. Allerdings ist nicht immer eine große Elongation gleichbedeutend mit einer guten Sichtbarkeit. So ist der Merkur in unseren Breiten bei seiner maximalen östlichen Elongation  (im Sommer und Herbst am Abendhimmel) und  bei seiner größten westlichen Elongation (im Frühling und Winter am Morgenhimmel) nicht beobachtbar, obwohl diese größer ausfallen als die größten östlichen Elongationen (im Winter und Frühling) und die größten westlichen Elongationen (im Sommer und Herbst), da in unseren Breiten die Ekliptik in diesen Monaten (im Sommer und Herbst am Abend bzw. im Winter und Frühling am Morgen) flach zum Horizont steht und der Merkur schon während der hellen Dämmerung untergeht, bzw. erst während der hellen Dämmerung aufgeht.
→ Merkur: Beobachtung
Die beste Sichtbarkeit (größte Helligkeit) besteht nicht bei größter Elongation, insbesondere nicht bei der Venus. Sie ist der Erde näher als der Merkur, weshalb ihre sichelförmige Beleuchtung durch die Sonne (Beleuchtungsgrad) ausgeprägter ausfällt. Bei größter Elongation sind nur etwa 53 % der Scheibe beleuchtet, ihre maximale Helligkeit hat sie etwa fünf Wochen vor/nach der maximalen Elongation.
→ Venus:Sichtbarkeiten

## Praktische Anwendung
Durch Beobachtung der Elongation kann man in unserem Sonnensystem den Abstand eines Planeten zur Sonne in AE (d. h. relativ zum Abstand Erde–Sonne) bestimmen. Die Kenntnis der relativen Abstände benötigte z. B. Kepler für die Aufstellung der nach ihm benannten Gesetze. Zur Erklärung nehmen wir vereinfacht alle Umlaufbahnen als kreisförmig an. Wir bezeichnen die Sonne mit {\textstyle S}, die Erde mit {\textstyle E}, den Planeten mit {\textstyle P} sowie die Abstände der drei Himmelskörper untereinander mit {\textstyle \left\vert SE\right\vert }, {\textstyle \left\vert SP\right\vert } und {\textstyle \left\vert EP\right\vert }. Es sind zwei Fälle (unterer bzw. oberer Planet) zu unterscheiden.
Bei einem unteren Planeten schwankt die Elongation {\textstyle \psi } zwischen 0° und einem Wert kleiner als 90° (siehe Animation für Merkur). Für den maximalen Wert {\textstyle \psi _{\text{max}}} bildet {\textstyle EP} eine Tangente an die Umlaufbahn von {\textstyle P}, d. h. {\textstyle EP\perp SP}. Daher ist {\textstyle \triangle SEP} rechtwinklig, und es ist
{\displaystyle \sin \psi _{\text{max}}={\frac {\left\vert SP\right\vert }{\left\vert SE\right\vert }}}
Mit
{\displaystyle \left\vert SE\right\vert =1\,\mathrm {AE} }
ergibt sich
{\displaystyle \left\vert SP\right\vert =1\,\mathrm {AE} \cdot \sin \psi _{\text{max}}}
Den Abstand eines oberen Planeten zur Sonne kann man nicht allein aus der Beobachtung der zwischen 0° (Konjunktion von {\textstyle P}) und 180°(Opposition von {\textstyle P}) liegenden Elongation bestimmen. Kennt man zusätzlich die Umlaufzeit {\textstyle T_{P}} von {\textstyle P}, so existieren verschiedene, jedoch vom Prinzip gleiche Ansätze. Im einfachsten Fall beginnt man die Beobachtung bei Opposition von {\textstyle P} ({\textstyle \psi =180^{\circ }}). Nun zählt man die Tage {\textstyle t}, bis der Planet in Quadratur steht, d. h. {\textstyle \psi '=90^{\circ }}. Zu diesem Zeitpunkt sei die Position der Erde mit {\textstyle E'}, die des Planeten mit {\textstyle P'} bezeichnet (siehe Animation für Jupiter). Bezeichnen wir die Winkel {\textstyle \alpha =\angle ESE',\beta =\angle PSP'}, so stehen diese zum vollen Kreis im gleichen Verhältnis wie {\textstyle t} zu den zugehörigen Umlaufzeiten:
{\displaystyle {\frac {\alpha }{360^{\circ }}}={\frac {t}{365{,}256}}}
{\displaystyle {\frac {\beta }{360^{\circ }}}={\frac {t}{T_{P}}}}
Es sei {\textstyle \gamma =\angle P'SE'}. Wegen {\textstyle \gamma =\alpha -\beta } können wir diesen Winkel berechnen:
{\displaystyle \gamma =360^{\circ }\cdot t\cdot \left({\frac {1}{365{,}256}}-{\frac {1}{T_{P}}}\right)}
Im rechtwinkligen {\textstyle \triangle SP'E'} gilt
{\displaystyle \cos \gamma ={\frac {\left\vert SE'\right\vert }{\left\vert SP'\right\vert }}}
Mit der Kenntnis von {\textstyle \gamma } sowie {\textstyle \left\vert SE'\right\vert =1\,\mathrm {AE} } ergibt sich für den Abstand des Planeten zur Sonne
{\displaystyle \left\vert SP\right\vert =\left\vert SP'\right\vert ={\frac {1}{\cos \gamma }}\,\mathrm {AE} }